# Rock County (Minnesota)
 For alternative betydninger, se Rock County. (Se også artikler, som begynder med Rock County)
Rock County er et county i den amerikanske delstat Minnesota. Rock County ligger i det sydvestlige hjørne af delstaten og grænser op til Pipestone County i nord, Murray County i nordøst og mod Nobles County i øst og grænser desuden op til delstaterne Iowa i syd og South Dakota i vest.
Rock Countys totale areal er 1.251 km² hvoraf 1 km² er vand. I 2000 havde Rock County 9.721 indbyggere. Det administrative centrum er i byen Luverne som også er Rock Countys største by.
43°40′N 96°15′V / 43.67°N 96.25°V